# 金宗哲
金宗哲（1935年9月5日—2022年7月27日），朝鲜族，材料科学家，中国建筑材料科学研究院教授级高级工程师，博士生导师，学位委员会主任，中国材料研究学会常务理事，第七、八、九届国家政协委员。
金宗哲的科研领域主要包括无机非金属材料科学和生态环境建材，主持完成15项国家攻关、863计划、国家基金等科研项目，发表论文200余篇，获国家发明专利10余项。1984年，他与日、韩专家在日本成立了世界首个亚太地区材料强度研究会。他作为发起人之一被推选为学会副会长。他也是中国国内最早研究生态环境材料的科学家之一。

## 生平
1935年9月5日，金宗哲出生于日占朝鲜平安北道碧潼郡，4岁时随家人迁往满洲濱江省五常县。早年，他父母双亡，家境贫寒一度导致被迫缀学，后以第二名的成绩考入牡丹江朝鲜族中学，并获得学校寄宿生奖学金。高中期间，他是校团委宣传部部长。1954年，他考入东北工学院（今东北大学）采矿系学习矿山建筑专业。大学期间，他是班里的班长和团支部书记。他的毕业论文《冻结法最优间隔计算》被刊登在大学教师的学术期刊《东部学报》上。:342
1958年，金宗哲大学毕业后被分配到第二机械工业部，参加了“411工程”地下矿山的设计。苏联专家撤走后，他接管了全部的设计工作。利用岩石和混凝土的强度特性，提出“矿坑最优设计法”。该研究成果后在1978年全国科学大会获个人成果奖，1981年以《矿山设计最优化浅说》为书名出版:342-343。1965年9月，他进入北京科技大学攻读岩石力学研究生专业，1968年获硕士学位。此后，他成为建材工业部建筑材料科学院研究院工程师。
1980年，他被建材工业部公派日本留学，1982年获日本东北大学工学博士学位，是中国建筑材料领域首位获得工学博士学位的人。博士论文题目为《脆性材料破坏法则的基础研究》。在日留学期间，他在《日本材料强度学会志》等期刊发表了四篇论文:343。1982年，金宗哲学成归国，任中国建筑材料科学研究院玻璃所高级工程师，1986年升为教授级高级工程师。1987至1997年，他任中国建筑材料科学研究院高技术陶瓷所总工程师:344。1992至1998年任中国建筑材料科学研究院学位委员会主任。1998至2004年任中国建筑材料科学研究院院长技术顾问。

## 社会兼职
1984至1999年间，金宗哲任国家建筑材料工业局科技委委员。1984年，他与日、韩专家在日本发起成立了世界首个亚太地区材料强度研究会，并任理事、副会长直至1999年。1991至1999年间，他是中国材料研究学会常务理事。1996年，他当选国际标准化组织（ISO）先进高技术陶瓷材料标准化委员会委员。此外，他还是第七、八、九届国家政协委员。:342

## 荣誉与获奖
- 1978年8月，全国科学大会个人成果奖（地下巷道最优设计）[1]
- 1987年，建材行业全国有突出贡献的中青年科学、技术、管理专家[2][5]
- 1989年12月，部级二等奖（玻璃、陶瓷损失力学）[1]
- 1993年12月，部级二等奖（陶瓷高温疲劳度评价法）[1]
- 1995年12月，国家科技进步二等奖（陶瓷材料强度学及评价）[1]
- 1995年12月，部级一等奖（陶瓷动态强渡研究）[1]
- 1996年12月，部级二等奖（复相陶瓷颗粒尺寸效应与优化设计）[1]
- 2000年3月，部级二等奖（稀土激活保健抗菌材料的研制与应用开发）[1]
- 2000年，《中国建材》2000年十大新闻人物[1]
- 2004年，国家技术发明二等奖（具有抗菌、净化空气及产生负离子的功能材料）[6][7]:284

## 著作
- 金宗哲：《矿山设计最优化浅说》中国建筑工业出版社 1981
- 金宗哲、包亦望：《脆性材料力学性能评价与设计》中国铁道出版社 1996，ISBN:7-113-02503-X
- 金宗哲主编：《无机抗菌材料及应用》化学工业出版社 2004，ISBN:7-5025-5691-5
- 黄丽容 、陈宇航、 金宗哲：《光子-离子协合催化材料活化油节能减废研究》冶金工业出版社 2019，ISBN:978-7-5024-8084-4